# 諾基亞Asha 203
諾基亞Asha 203是諾基亞生產的直立式功能手機，2012年2月27日發布。

## 規格
| 類型     | 功能手機                                                                |
| 手機規格 | 直立式                                                                  |
| 尺寸     | 高度：114.8（4.52英寸）；寬度：49.8（1.96英寸）；厚度：13.9（0.55英寸） |
| 重量     | 90.0克（3.17盎司）                                                      |
| 操作系统 | Series 40（Nokia OS）                                                   |
| 電池     | 1020 mAh                                                                |
| 顯示器   | 2.4英寸（61）                                                           |

## 外部連結
- （英文）諾基亞Asha 203——全球